# Banc Hispà-americà
El Banc Hispà-americà és una obra noucentista de Lleida protegida com a Bé Cultural d'Interès Local.

## Descripció
Edifici entre mitgeres a dues façanes, amb planta soterrani, planta baixa, entresòl i cinc pisos. La planta baixa i l'entresòl formen el sòcol de l'edifici. Quatre plantes formen la part mitjana i el remat és un frontó i un templet amb cúpula, de cert interés escultòric.
El parament és realitzat amb murs de càrrega, forjats isostàtics, maó, aplacats i balcons de ferro forjat.